# Parc naturel du nord de la Sierra Madre
 (janvier 2023).
 (février 2023).
La mise en forme du texte ne suit pas les recommandations de Wikipédia : il faut le « wikifier ».
Les points d'amélioration suivants sont les cas les plus fréquents. Le détail des points à revoir est peut-être précisé sur la page de discussion.
- Les titres sont pré-formatés par le logiciel. Ils ne sont ni en capitales, ni en gras.
- Le texte ne doit pas être écrit en capitales (les noms de famille non plus), ni en gras, ni en italique, ni en « petit »…
- Le gras n'est utilisé que pour surligner le titre de l'article dans l'introduction, une seule fois.
- L'italique est rarement utilisé : mots en langue étrangère, titres d'œuvres, noms de bateaux, etc.
- Les citations ne sont pas en italique mais en corps de texte normal. Elles sont entourées par des guillemets français : « et ».
- Les listes à puces sont à éviter, des paragraphes rédigés étant largement préférés. Les tableaux sont à réserver à la présentation de données structurées (résultats, etc.).
- Les appels de note de bas de page (petits chiffres en exposant, introduits par l'outil «  Source ») sont à placer entre la fin de phrase et le point final[comme ça].
- Les liens internes (vers d'autres articles de Wikipédia) sont à choisir avec parcimonie. Créez des liens vers des articles approfondissant le sujet. Les termes génériques sans rapport avec le sujet sont à éviter, ainsi que les répétitions de liens vers un même terme.
- Les liens externes sont à placer uniquement dans une section « Liens externes », à la fin de l'article. Ces liens sont à choisir avec parcimonie suivant les règles définies. Si un lien sert de source à l'article, son insertion dans le texte est à faire par les notes de bas de page.
- La présentation des références doit suivre les conventions bibliographiques. Il est recommandé d'utiliser les modèles {{Ouvrage}}, {{Chapitre}}, {{Article}}, {{Lien web}} et/ou {{Bibliographie}}. Le mode d'édition visuel peut mettre en forme automatiquement les références.
- Insérer une infobox (cadre d'informations à droite) n'est pas obligatoire pour parachever la mise en page.

Pour une aide détaillée, merci de consulter Aide:Wikification.
Si vous pensez que ces points ont été résolus, vous pouvez retirer ce bandeau et améliorer la mise en forme d'un autre article.
Le parc naturel du nord de la Sierra Madre, en anglais: Northern Sierra Madre Natural Park, est la plus grande zone protégée des Philippines couvrant la chaîne nord des montagnes de la Sierra Madre à l'est de Luzon.
Le parc est situé dans la partie orientale de la province d'Isabela dans la vallée de Cagayan (région II) contenant un total de 359 486 ha.
Il a d'abord été déclaré réserve sauvage englobant une zone dans un rayon de 45 km de Palanan Point (à l'époque appelé Palanan Wilderness Area) par la lettre d'instructions n° 917-A signée par le président Ferdinand Marcos le 7 septembre 1979.
Le 10 mars 1997, la zone est transformée en parc naturel avec la signature de la proclamation n° 978 par le président Fidel Ramos.
Le parc est considéré comme le plus riche en termes de diversité génétique, d'espèces et d'habitats aux Philippines. C'est l'une des dix aires protégées prioritaires du pays gérées par son propre conseil de gestion des aires protégées et dirigé par le directeur exécutif régional du ministère de l'environnement et des ressources naturelles pour la région II, en vertu des règles énoncées à l'article III de la loi de l'Acte de la République 9125, également connue sous le nom de «Loi de 2001 sur le parc naturel du nord de la Sierra Madre (NSMNP)»,.
En 2006, la zone protégée est ajoutée à la liste provisoire du patrimoine mondial de l'UNESCO pour les Philippines.

## Géographie

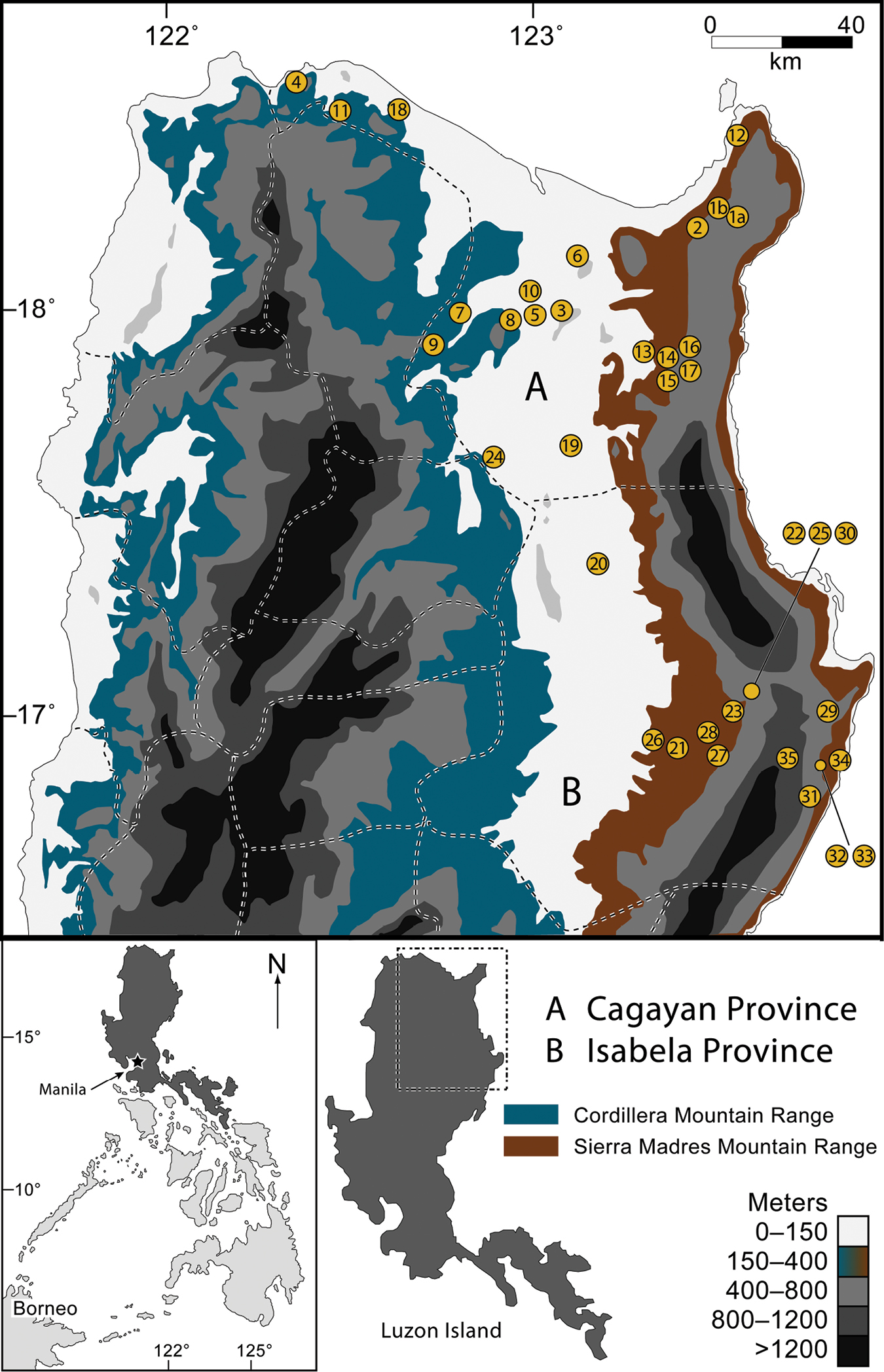
Carte altimétrique de la cordillère de la Sierra Madre (à droite) sur l'île de Luçon.

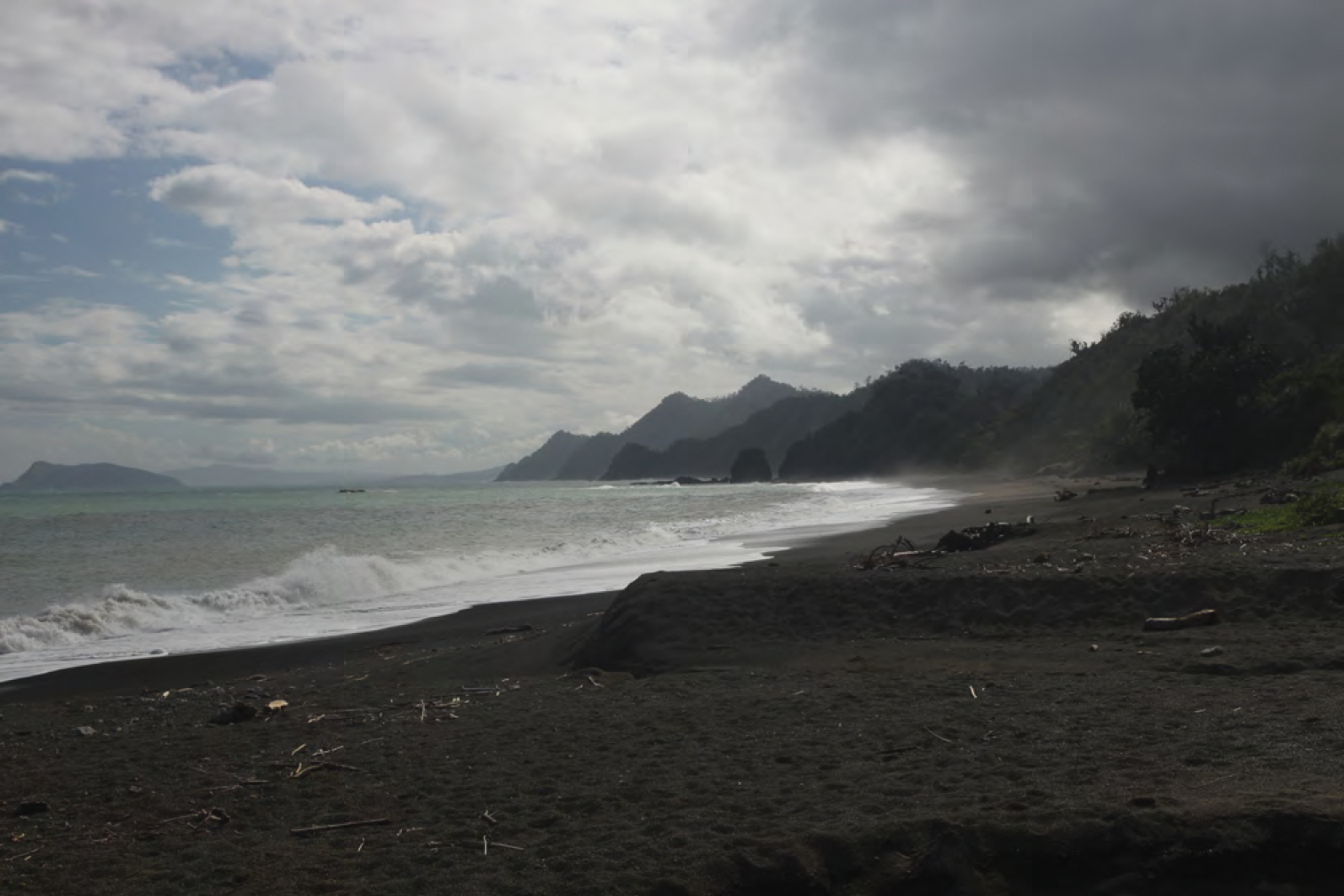
La côte pacifique de Dinapigue dans le parc naturel du nord de la Sierra Madre.

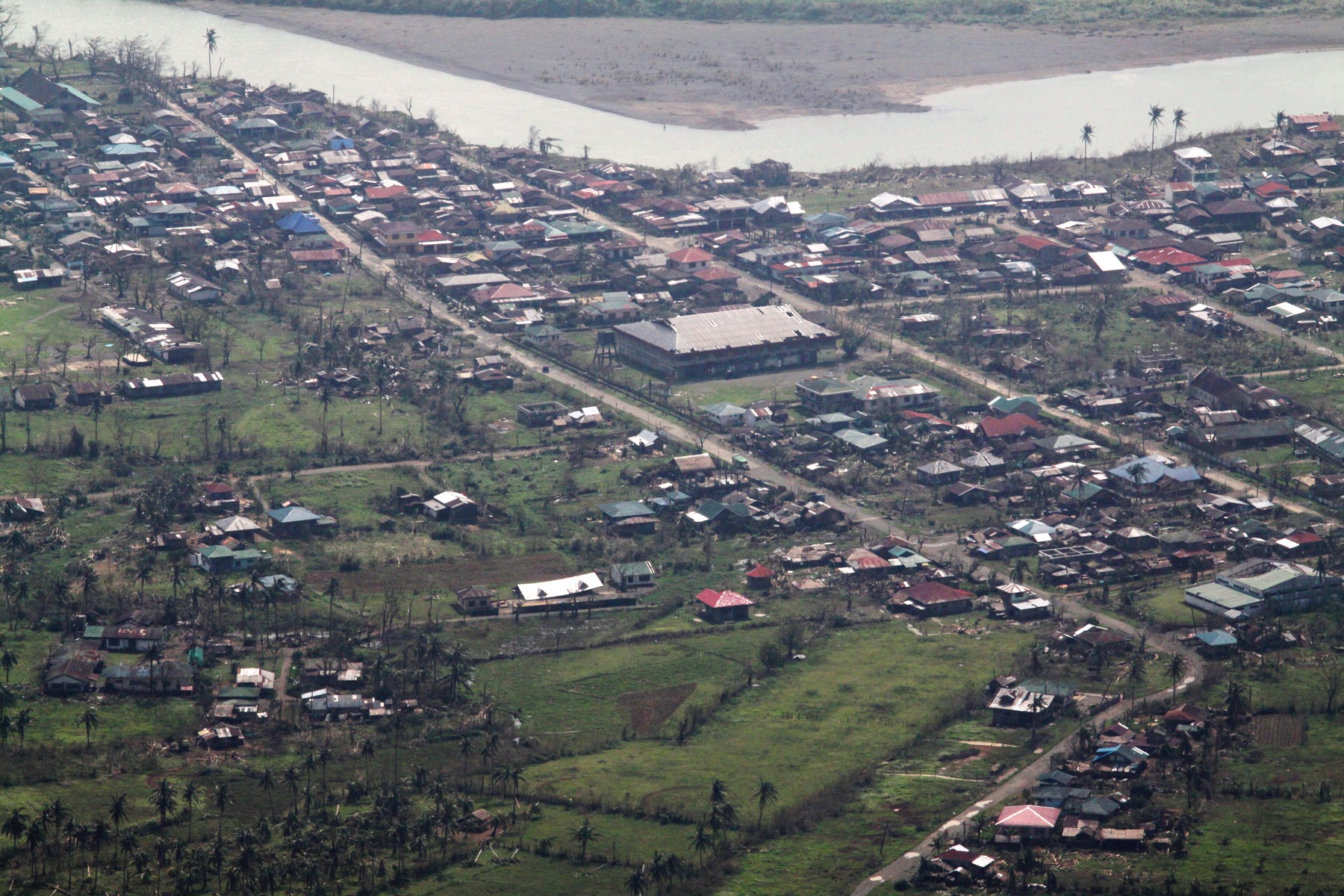
La petite ville de Palanan, sur le fleuve côtier du même nom, est entourée par le parc et ses sommets collinaires.

Le parc naturel du nord de la Sierra Madre se situe au milieu de la chaîne de montagnes de la Sierra Madre qui s'étend de la province d'Aurora à celle de Cagayan.
Il se compose de 287 861 hectares (ha) de terres et de plus de 71 000 ha de zones maritimes côtières correspondant géographiquement aux municipalités de Palanan, Divilacan et Maconacon, ainsi qu'à des parties de San Mariano, Dinapigue, San Pablo, Cabagan, Tumauini et la ville d'Ilagan.
Il est délimité au nord par la rivière Dikatayan, au sud par la rivière Disabungan, à l'ouest par la vallée de Cagayan et à l'est par la mer des Philippines. En tant que grand parc côtier (terrestre et marin) à ces latitudes, il présente donc un intérêt écologique tout particulier dans l'étude et la préservation de ces écosystèmes et de leurs interactions.
Le parc est caractérisé par de hautes montagnes avec des pentes très abruptes dans la partie centrale de la chaîne et des collines relativement basses avec des pentes modérées vers la côte. Le mont Cresta sur le flanc ouest de la Sierra Madre est le plus haut sommet du parc avec une altitude de 1 672 m.
Le deuxième plus haut sommet du parc est le mont Divilacan avec une altitude de 1 311 m situé sur son flanc est.
Le nord de la Sierra Madre est drainé par 14 systèmes «fluviaux», dont 11 se jettent dans la mer des Philippines et 3 se jettent dans le Rio Grande de Cagayan en tant qu'affluents de la rivière Ilagan.
La rivière Palanan, avec une zone de drainage de 63 571 hectares (ou 29% de la superficie totale du parc) est la plus étendue, suivie de la rivière Abuan et de la rivière Catalangan.

## Biodiversité

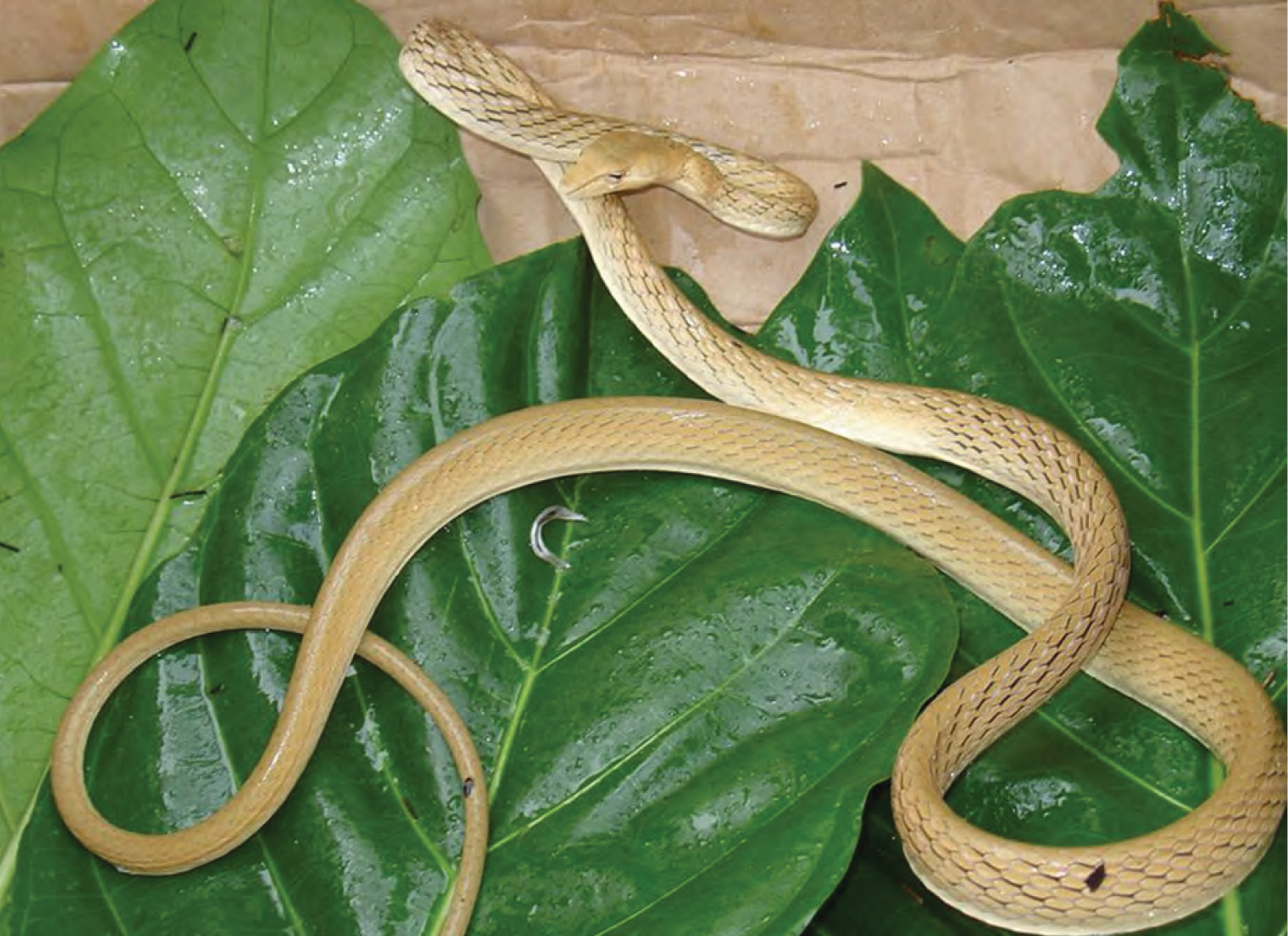
Ahaetulla prasina preocularis, aux environs de Palanan ;
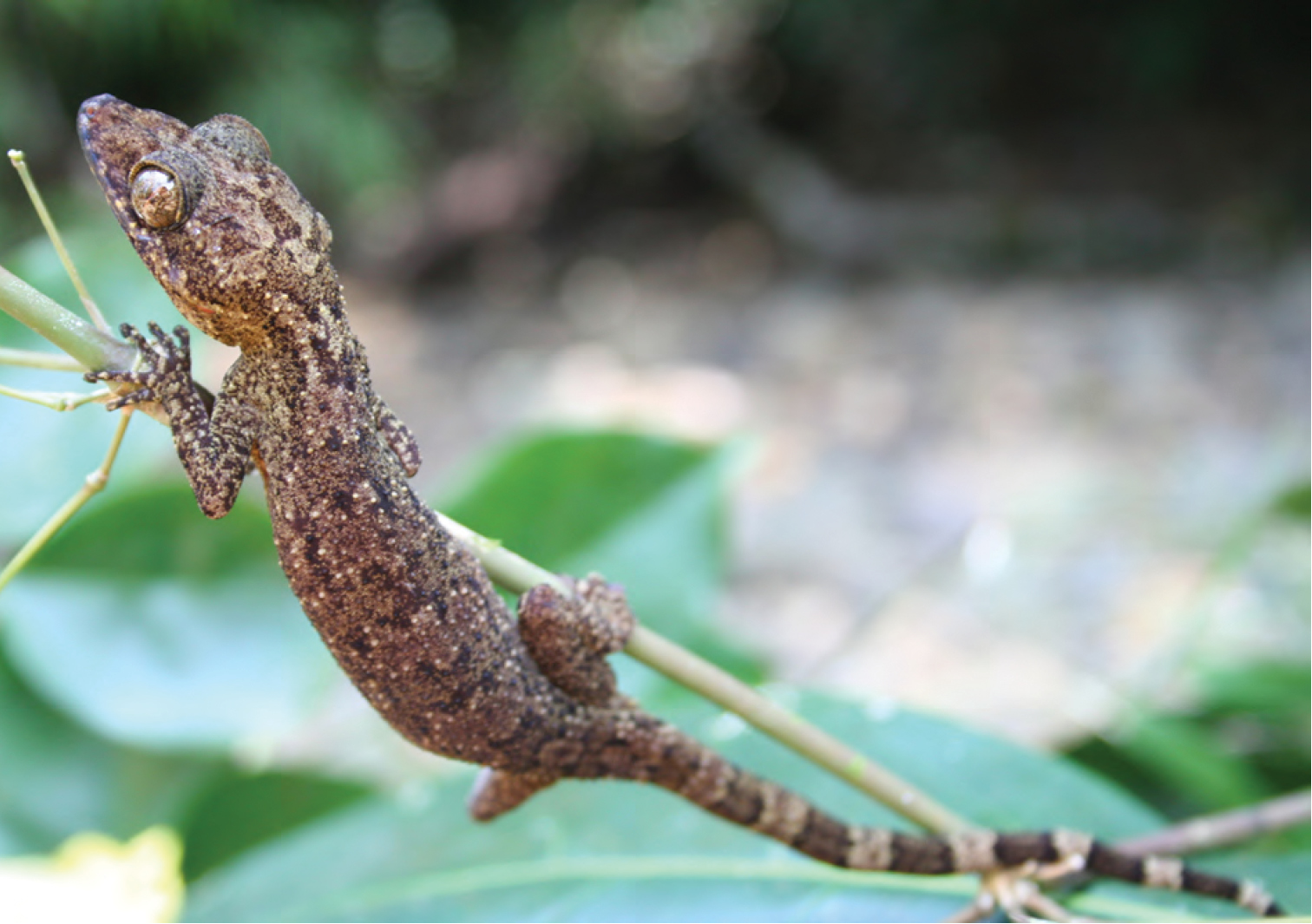
Le gecko Cyrtodactylus philippinicus est également présent autour de Palanan ;
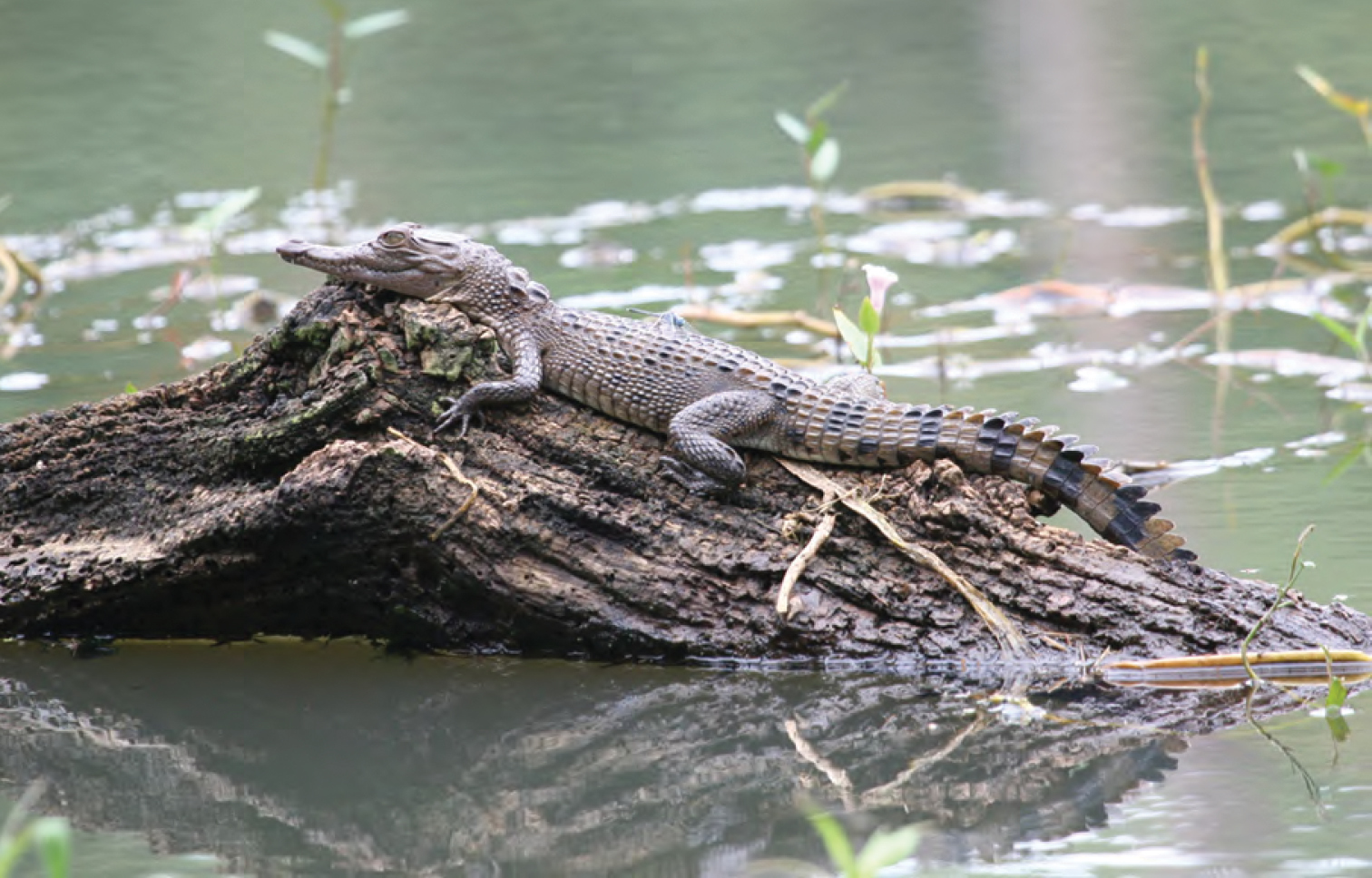
Un crocodile des Philippines sur un tronc immergé dans le lac Dunoy, San Mariano.

Le parc naturel du nord de la Sierra Madre se trouve dans la zone biogéographique de la Sierra Madre qui s'étend le long du côté est de Luzon.
Il peut être considéré[Par qui ?] comme l'un des systèmes d'aires protégées les plus importants des Philippines en raison de l'importance (en nombre et en espèces endémiques) de flore et de faune rares et menacées qu'il abrite.
Ces espèces rares ou endémiques comprennent l'aigle des Philippines, le renard volant géant à couronne dorée, le grand-duc des Philippines, l'oriole d'Isabela, la tortue verte, la tortue caouanne, la tortue imbriquée, le crocodile des Philippines et le dugong. Le parc abrite également le Diamant de Luçon et le varan forestier de la Sierra Madre (Varanus bitatawa).
Le parc est également un habitat pour de nombreuses espèces de plantes endémiques. Il s'étend sur deux écorégions.
Les forêts tropicales de Luzon s'étendent du niveau de la mer jusqu'à 1000 mètres d'altitude et sont caractérisées par diverses espèces d'arbres grands, droits et élancés de la famille des Dipterocarpaceae tels que Shorea spp. et Hopea spp..
Les forêts pluviales montagnardes de Luzon comprennent des zones au-dessus de 1000 mètres d'altitude ; les arbres prédominants y sont les chênes et les lauriers (lauracées).
Le parc abrite diverses orchidées telles que Dendrobium aclinia, la légumineuse millettia, et des espèces d'agrumes (Aurantioideae ).
Les bois couvrent la plus grande partie du parc, suivis des terres agricoles et des prairies. Dans les municipalités côtières de Palanan et Maconacon où se trouvent principalement des terres agricoles, les cultures les plus courantes sont le palay (riz), la noix de coco, le maïs, l'arachide, l'ananas et d'autres cultures maraîchères.
Les prairies et les arbustes se trouvent principalement dans la partie sud-ouest du parc où poussent l'herbe «cogon» et le «talahib».